# House of Black
The House of Black es un stable de lucha libre profesional, que actualmente se presenta en All Elite Wrestling (AEW). El stable está formado por Brody King, Buddy Matthews y Julia Hart, y dirigido por Malakai Black. Black, King y Matthews son los actuales campeones mundiales de tríos de AEW en su primer reinado, mientras que Black y King también luchan para Pro Wrestling Guerrilla (PWG), donde son los actuales campeones mundiales en parejas en su primer reinado.
El grupo comenzó en PWG en Mystery Vortex 7 en 2021, donde Black y King formaron un equipo The Kings of the Black Throne. Ganarían el Campeonato Mundial en Parejas de la promoción más tarde ese año. King se unió a AEW en el 2022, donde Black ya estaba compitiendo, comenzando así la carrera de Kings of the Black Throne en AEW.

## Historia

### Pro Wrestling Guerrilla (2021-presente)
Malakai Black hizo su debut sorpresa para Pro Wrestling Guerrilla (PWG) en Mystery Vortex 7, el primer evento de la promoción desde el 2019, el 1 de agosto del 2021 al ayudar a Brody King a rescatar al campeón mundial de PWG Bandido de un ataque de Super Dragon, Black Taurus. y Flamita Demoníaca. Black anunció que regresaría el mes siguiente y King dijo que seguiría a Black a donde fuera, formando así un equipo llamado Kings of the Black Throne. En Threemendous VI, Kings of the Black Throne derrotó a Taurus y Flamita para ganar el Campeonato Mundial en Parejas vacante.

### AEW (2022-presente )
Malakai Black hizo su debut en All Elite Wrestling en el episodio del 7 de julio del 2021 en Dyanmite, atacando a Arn Anderson y Cody Rhodes con Black Mass. A principios del 2022, Black comenzó una pelea con The Varsity Blonds (Brian Pillman Jr. y Griff Garrison) y Triángulo de la Muerte (Pac y Penta El Zero Miedo). En el episodio del 12 de enero del 2022 de Dynamite, Brody King hizo su debut en AEW, continuando así con su equipo "Kings of the Black Throne" y posteriormente formando el stable House of Black. En la edición de Dynamite del 23 de febrero del 2022, Buddy Matthews hizo su debut como el tercer hombre de la "House of Black". El trío derrotaría a Death Triangle y Erick Redbeard en el show de entrada de Revolution.
El 8 de abril del 2022, Black escupió niebla negra en los ojos de Julia Hart, lo que provocó que más tarde recurriera a usar un parche en el ojo y mostrara signos de oposición a The Varsity Blondes. En Double Or Nothing, The House of Black se enfrentó al Triángulo de la Muerte. Durante el encuentro de lucha, Hart roció a PAC con niebla negra y se unió oficialmente al stable.
En AEW x NJPW: Forbidden Door el 26 de junio, Black estuvo involucrado en un combate a cuatro bandas en el que roció a Miro con niebla negra, comenzando una disputa. Brody King también había comenzado a pelear con Darby Allin, y King perdió un combate de Coffin contra Allin el 10 de agosto. Esto culminó en una lucha por equipos de seis hombres en All Out el 4 de septiembre donde Darby Allin, Sting y Miro derrotaron a House of Black.

## Campeonatos y logros
- All Elite Wrestling
  - AEW World Trios Championship (1 vez)[13]
  - AEW TBS Championship (1 vez) – Julia Hart

- Pro Wrestling Guerrilla
  - PWG World Tag Team Championship (1 vez, actuales) – Malakai Black y Brody King[14]